# 歌川芳玉
歌川 芳玉（うたがわ よしたま、天保7年〈1836年〉 - 明治3年〈1870年〉）とは、江戸時代末期の女流浮世絵師。

## 来歴
歌川国芳及び柴田是真の門人、芳玉女とも。本姓は清水、名は玉。通称タマ女。歌川の画姓を称し一掌斎、一耀斎、一輝斎と号す。日本橋新材木町の杉ノ森床屋の娘に生まれる。国芳に学び、嘉永から安政の頃にかけて美人画や双六絵を描く。後に柴田是真の門人となる。色彩に長じ、師の国芳の版下の色差しを手伝い、是真のもとでは主に扇面の版下を描いた。33、4歳のころ画界を退き剃髪し、二年ほど諸国を歩く。帰郷後間もなく没した。享年35。

## 作品
- 『風流粋の一筋』1冊　歌謡本　※弘化頃
- 『鶯墳梅赤本』　合巻　※松亭金水作、嘉永5年（1852年）刊行。四編と五編の挿絵を描く。
- 『比翼紋小紫染』第三編　合巻　※景斎英寿作、安政4年（1854年）刊行。
- 『子宝延命袋』1冊　医学書　※万亭応賀作、安政6年（1859年）刊行
- 「見立松竹梅の内　志めかざり乃松」　大判錦絵3枚揃のうち　都立図書館所蔵
- 「見立松竹梅の内　たなばたの竹」　大判錦絵3枚揃のうち　都立図書館蔵所蔵
- 「見立松竹梅の内　うゑ木売の梅」　大判錦絵3枚揃のうち　ヴィクトリア&アルバート博物館蔵
- 「御狂言長唄双六」　錦絵双六　都立図書館所蔵
- 「当時流行雪傘下駄　宇治信楽諸国名茶両用双六」